# Morris Lake
Morris Lake är en sjö i Kanada.   Den ligger i provinsen Nova Scotia, i den sydöstra delen av landet, 1 000 km öster om huvudstaden Ottawa. Morris Lake ligger 27 meter över havet. Arean är 6,4 kvadratkilometer. Den sträcker sig 2,8 kilometer i nord-sydlig riktning, och 2,7 kilometer i öst-västlig riktning.
Runt Morris Lake är det i huvudsak tätbebyggt. Runt Morris Lake är det ganska tätbefolkat, med 214 invånare per kvadratkilometer.